# Taphrospilus hypostictus
Taphrospilus hypostictus là một loài chim trong họ Chim ruồi.